# レドゥノン・サーキット
レドゥノン・サーキット（Circuit de Lédenon）は、フランスにあるサーキットであり 、ガール県、ニームから約25kmのレドゥノン地点に位置している。 

## 概要
1970年、2人のモータースポーツ愛好家、ジャン＝クロードとシルビー・ボンデュランドが、レドゥノンの町にサーキットを建設することを決定した。コースは1973年6月16日に使用が承認された。サーキットでの最初の注目すべきレースは、スーパーツーリングとフォーミュラルノーが開催された1977年まで開催されなかった。 それ以降は継続的に使用されており、ツーリングカーやフランスのGTからフランスのF4選手権まで、さまざまなシリーズが開催されている。 
サーキットは自然のボウルに設置されており、高度の変化が大きく、フランスで最も起伏のあるコースとなっている。そのレイアウトと相まって、難しいコースとなっている。 また、反時計回りに走るフランスで唯一のサーキットである。 